# Erpodium australiense
Erpodium australiense là một loài rêu trong họ Erpodiaceae. Loài này được I.G. Stone mô tả khoa học đầu tiên năm 1982.